# Piccadilly Circus (stacja metra)
Piccadilly Circus – stacja metra londyńskiego położona w dzielnicy City of Westminster. Zatrzymują się na niej pociągi Bakerloo Line oraz Piccadilly line. Obecnie nie posiada nadziemnego budynku (został on rozebrany w latach 80. XX wieku)  - podróżni wchodzą na nią schodami bezpośrednio ze słynnego Piccadilly Circus. Należy do pierwszej strefy biletowej. W 2007 roku skorzystało z niej ok. 38 mln pasażerów.